# 시간 여행자의 아내 (드라마)
《시간 여행자의 아내》(영어: The Time Traveler's Wife)는 2022년에 HBO에서 방영된 미국과 영국의 SF 로맨스 드라마이다. 2022년 5월 15일 시리즈가 시즌 1을 끝으로 취소되었다는 사실이 알려졌다.

## 개요
이 시리즈는 타고난 유전 질환으로 인해 본인 의지와 무관하게 종종 돌발적으로 짧은 시간 여행을 하는 헨리 디탬블과 소녀 시절에 나이를 먹은 헨리를 만나 미래에 두 사람이 부부가 된다는 사실을 알고 자라는 클레어 애브샤이어의 관계를 그리며, 그 과정에서 결정론, 자유의지, 자기동일성 문제를 탐구한다.

## 출연
- 로즈 레슬리 - 클레어 애브샤이어 역
- 시오 제임스 - 헨리 디탬블 역
- 데즈민 보헤스 - 얀 "고메즈" 고밀린스키 역
- 너타샤 로페즈 - 셔리스 역
- 제이미 레이 뉴먼 - 루실 애브샤이어 역
- 케이트 시걸 - 애넷 디탬블 역
- 조시 스탬버그 - 리처드 디탬블 역